# 要町 (名古屋市)
要町（かなめちょう）は、愛知県名古屋市南区の地名。現行行政地名は要町1丁目から要町5丁目。住居表示未実施。

## 地理
名古屋市南区南部に位置する。東は南野二丁目・上浜町、南は天白町、北は丹後通に接する。

## 歴史

### 沿革
- 1950年（昭和25年）2月10日 - 南区鳴尾町と星崎町の各一部により、同区要町として成立[1]。
- 1967年（昭和42年）6月30日 - 鳴尾町と星崎町の各一部を編入する[1]。
- 1973年（昭和48年）2月8日 - 鳴尾町と星崎町の各一部を編入する[1]。また、一部が上浜町に編入される[3]。

## 世帯数と人口
2019年（平成31年）4月1日現在の世帯数と人口は以下の通りである。
| 町丁 | 世帯数  | 人口    |
| ---- | ------- | ------- |
| 要町 | 798世帯 | 1,537人 |

### 人口の変遷
国勢調査による人口の推移
| 2000年（平成12年） | 1,504人 | [ WEB 6 ] |  |
| 2005年（平成17年） | 1,581人 | [ WEB 7 ] |  |
| 2010年（平成22年） | 1,559人 | [ WEB 8 ] |  |
| 2015年（平成27年） | 1,560人 | [ WEB 9 ] |  |

## 学区
市立小・中学校に通う場合、学校等は以下の通りとなる。また、公立高等学校に通う場合の学区は以下の通りとなる。なお、小・中学校は学校選択制度を導入しておらず、番毎で各学校に指定されている。
| 丁目      | 小学校                                    | 中学校                                    | 高等学校 |
| --------- | ----------------------------------------- | ----------------------------------------- | -------- |
| 要町1丁目 | 名古屋市立千鳥小学校                      | 名古屋市立名南中学校                      | 尾張学区 |
| 要町2丁目 | 名古屋市立千鳥小学校                      | 名古屋市立名南中学校                      | 尾張学区 |
| 要町3丁目 | 名古屋市立千鳥小学校                      | 名古屋市立名南中学校                      | 尾張学区 |
| 要町4丁目 | 名古屋市立千鳥小学校                      | 名古屋市立名南中学校                      | 尾張学区 |
| 要町5丁目 | 名古屋市立千鳥小学校 名古屋市立星崎小学校 | 名古屋市立名南中学校 名古屋市立本城中学校 | 尾張学区 |

## 交通
- 国道23号（名四国道）[2]
- 名古屋高速3号大高線[2]
- 名古屋市営バス金山18・名港11・神宮15・新瑞13・有松12系統・鳴.ワイ系統要町バス停[4]

## 施設
- 要公園[2]

1967年（昭和42年）4月1日供用開始。
- 八幡神社[2]

## その他

### 日本郵便
- 郵便番号 : 457-0802[WEB 3]（集配局：名古屋南郵便局[WEB 13]）。

### WEB
1. 1 2  “愛知県名古屋市南区の町丁・字一覧”.   人口統計ラボ. 2017年10月7日閲覧。
2. 1 2  “町・丁目(大字)別、年齢(10歳階級)別公簿人口(全市・区別)”.   名古屋市 (2019年4月22日). 2019年4月23日閲覧。
3. 1 2  “郵便番号”.  日本郵便. 2019年3月17日閲覧。
4. ↑  “市外局番の一覧”.   総務省. 2019年1月6日閲覧。
5. ↑  名古屋市役所市民経済局地域振興部住民課町名表示係 (2015年10月21日). “南区の町名一覧”.   名古屋市. 2017年10月7日閲覧。
6. ↑  名古屋市役所総務局企画部統計課統計係 (2005年7月1日). “（刊行物）名古屋の町(大字)・丁目別人口 (平成12年国勢調査) 南区” (XLS). 2017年10月8日閲覧。
7. ↑  名古屋市役所総務局企画部統計課統計係 (2007年6月29日). “平成17年国勢調査　名古屋の町(大字)別・年齢別人口 南区” (XLS). 2017年10月8日閲覧。
8. ↑  名古屋市役所総務局企画部統計課統計係 (2012年6月29日). “平成22年国勢調査　名古屋の町(大字)別・年齢別人口 南区” (XLS). 2017年10月8日閲覧。
9. ↑  名古屋市役所総務局企画部統計課統計係 (2017年7月7日). “平成27年国勢調査　名古屋の町(大字)別・年齢別人口” (XLS). 2017年10月8日閲覧。
10. ↑  “市立小・中学校の通学区域一覧”.   名古屋市 (2018年11月10日). 2019年1月14日閲覧。
11. ↑  “平成29年度以降の愛知県公立高等学校（全日制課程）入学者選抜における通学区域並びに群及びグループ分け案について”.   愛知県教育委員会 (2015年2月16日). 2019年1月14日閲覧。
12. ↑  “都市公園の名称、位置及び区域並びに供用開始の期日” (2019年5月1日). 2019年11月3日閲覧。
13. ↑  “郵便番号簿 2018年度版” (PDF).   日本郵便. 2019年4月23日閲覧。

### 文献
1. 1 2 3 4  名古屋市計画局 1992, p. 856.
2. 1 2 3 4 5 6  「角川日本地名大辞典」編纂委員会 1989, p. 1539.
3. ↑  名古屋市計画局 1992, p. 559.
4. ↑  要町バス停系統図